# Venancio Juan Pedro Clauso
Venancio Juan Pedro Clauso (Buenos Aires, 19 de mayo de 1896-10 de marzo de 1956), fue un poeta, letrista de tango y escritor argentino. Su canción más conocida es el vals "Para ti Madre" con música de José Mocciola.

## Biografía
Originalmente poeta, en la década del 20 comenzó a escribir letras para la canción popular, especialmente tangos, valses y más adelante boleros. También escribió radioteatros.

## Principales canciones
Algunos de las canciones que compuso son:
- Para ti madre, con música de José Mocciola.
- Clyde
- Títere
- La Cachetada, con Roberto Firpo.
- Florcita Criolla, con Carlos Zingoni.
- Tango sin Letra, con Cátulo Castillo.
- ¡Qué Tragedia Señor!, con Osvaldo Fresedo.
- Hay que Cantar
- Lina
- La Cosa fue en un Boliche
- ¡Señor! ¡Señor!
- Fui Testigo
- En la Noria
- Vos También Vas a Sonar, con Antonio Polito, para la película muda El Sueño de un Sonado (1931).
- Taponazo, con Armando Tagini, para la película muda La Barra del Taponazo (1932).